# Clan Mononobe
Il clan Mononobe (物部氏?, Mononobe uji) fu un clan del Giappone che si distinse alla corte imperiale di Yamato durante il periodo Kofun e nella prima parte del periodo Asuka. I capi del clan monopolizzarono per lungo tempo il controllo dell'esercito e furono noti per la loro devozione alla tradizionale religione shintoista.
Gli eventi e le date che riguardano il clan Mononobe sono riportate negli Antichi annali del Giappone (Nihongi o Nihonshoki?, 日本紀) e nelle Cronache degli antichi eventi (Kojiki?, 古事記), testi che furono compilati all'inizio dell'VIII secolo.

## Origini
Il clan tracciava le sue origini nei tempi remoti, e fu fondato dal figlio maggiore dell'imperatore Suinin, il principe Inishiki. Questi fu incaricato della custodia dei tesori del santuario Isonokami, un complesso di templi shinto particolarmente venerato dai guerrieri giapponesi. All'interno del complesso fu per lungo tempo custodito un arsenale di armi in ferro. Nel corso dei secoli successivi, il clan rappresentò di fatto la corporazione dei guerrieri di Yamato.
I Mononobe osteggiarono l'introduzione del buddhismo alla corte imperiale che, secondo i Nihongi, si verificò nel 538, mentre secondo i Kojiki ebbe luogo nel 552. Tale evento viene considerato l'inizio dell'era classica giapponese, il periodo Asuka, e diede il via a duri scontri tra i clan più importanti di Yamato. La nuova religione fu portata a corte da monaci inviati dal sovrano di Baekje, tradizionale alleato del Giappone stanziato nella penisola coreana.

## Il successo nella lotta tra i clan di corte
Dal 536 Soga no Iname, il capo del clan Soga, famiglia di origine coreana devota al buddhismo, era stato nominato "grande ministro" (大臣?, Ōomi) di Yamato, ed aveva favorito l'arrivo dei monaci buddhisti. I conservatori clan dei Mononobe e dei Nakatomi, i cui capi erano i maestri cerimonieri dei sacri riti shintoisti di corte, convinsero l'imperatore Kinmei che la grave epidemia che imperversava fosse opera delle divinità shinto, i Kami, i quali intendevano con essa punire il paese per l'apertura alla nuova religione straniera. L'imperatore assecondò il volere dei due capi clan Mononobe no Okoshi e Nakatomi no Kanamura, e cacciò i monaci ma Soga no Iname mantenne la carica e una certa influenza sul sovrano.
La tensione tra i clan rivali crebbe e, durante il regno di Bidatsu, successore di Kinmei, si ripeté la situazione del regno precedente: su intercessione del nuovo Ōomi Soga no Umako, figlio di Iname, vennero nuovamente invitati i monaci di Baekje che, dopo una nuova epidemia, furono cacciati per volere dei Nakatomi e dei Mononobe.

## La sconfitta e la fine del clan
Il successivo imperatore Yomei era un fervente buddhista imparentato con i Soga, avendo sposato due delle figlie di Iname, ma regnò due soli anni, dal 585 al 587, ed alla sua morte la situazione precipitò. Mentre il nuovo capo dei Mononobe, Mononobe no Moriya, figlio di Okoshi, assecondò l'ascesa al trono del principe Anahobe, Soga no Umako sostenne la candidatura del principe Hatsusebe, fratello di Anahobe.
Nello stesso anno 587, la contrapposizione raggiunse il culmine e si risolse con la battaglia di Shigisan, che si svolse lungo il fiume Ekagawa, nella provincia di Kawachi, l'odierna parte sud-orientale della prefettura di Osaka. Lo scontro vide il trionfo dell'armata Soga e la distruzione del clan Mononobe. Moriya trovò la morte assieme al principe Anahobe ed al capo-clan dei Nakatomi. Il trono fu dato da Umako ad Hatsubebe, che sarebbe passato alla storia col nome di imperatore Sushun.

## Conseguenze della sconfitta
Il sanguinoso evento portò alla distruzione del clan Mononobe ed al trionfo dei Soga e del buddhismo, che divenne subito la religione ufficiale di corte. Ebbe inizio un periodo luminoso della storia giapponese caratterizzato da eventi epocali che trasformarono profondamente il volto del paese. I Soga avrebbero controllato la corte imperiale fino al 645, quando un complotto ordito dal futuro imperatore Tenji e dal capo dei Nakatomi, che erano sopravvissuti alla disfatta di Shigisan, posero fine al potere dei Soga.
Il clan Mononobe si sarebbe riformato nel 686 con il nome dell'antico complesso templare che fu sempre sotto il suo controllo, divenendo così il clan Isonokami, ma non sarebbe più arrivato agli alti livelli della gerarchia nobiliare.